# Відрадний проспект
Відра́дний проспе́кт — проспект у Солом'янському районі міста Києва, місцевості Караваєві дачі, Відрадний. Пролягає від Ніжинської та Гарматної вулиць до залізничного шляхопроводу та вулиці Дев'ятого Травня.
Прилучаються вулиці Августина Волошина, Чернівецька, Михайла Донця, Івана Піддубного, Чернишевського, Академіка Шалімова, Героїв Севастополя, Відрадна площа, вулиці Попельнянська, Олекси Гірника, бульвар Вацлава Гавела, вулиці Миколи Шепелєва, Пост-Волинська, залізничний шляхопровід (проспект пролягає під залізничними коліями) та вулиця Володимира Качали.

## Історія
Проспект виник у 1-й половині XX століття (почав формуватися в 1940-ві роки) під назвою 133-тя Нова вулиця.
1944 року набув назву Новоніжинська вулиця (як продовження Ніжинської вулиці).
З 1961 року — проспект Чубаря, на честь українського радянського партійного і державного діяча Власа Чубаря.
Сучасна назва — з 1991 року, від історичної місцевості та житломасиву, яким пролягає проспект.
Забудова непарного боку проспекту — переважно малоповерхова (1–2-поверхові будинки), частково — промислові підприємства, парний бік — житлова багатоповерхова забудова (переважно 5-поверхівки).

## Установи та заклади
- № 4 — Інститут міжнародних відносин НАУ;
- № 4-б — Авіакосмічний ліцей;
- № 8-а — спеціалізований дитячий садок № 51;
- № 14/45 — бібліотека № 13;
- № 14/45-а — дитячий садок № 398;
- № 16/50 — ветеринарна аптека № 3;
- № 20 — СЗШ № 173;
- № 36-в — СЗШ № 22;
- № 24-а — школа-дитсадок «Ясочка»;
- № 52 — Експериментальний завод залізобетонних шпал;
- № 93/2 — Кисневий завод;
- № 103 — Домобудівний комбінат № 3 (ДБК-3); міський баскетбольний клуб «Київський будівельник»;